# Gartner Inc.
Gartner ist ein Anbieter von Marktforschungsergebnissen und Analysen über die Entwicklungen in der IT. Das Unternehmen hat seinen Hauptsitz in Stamford (Connecticut), USA.

## Geschichte

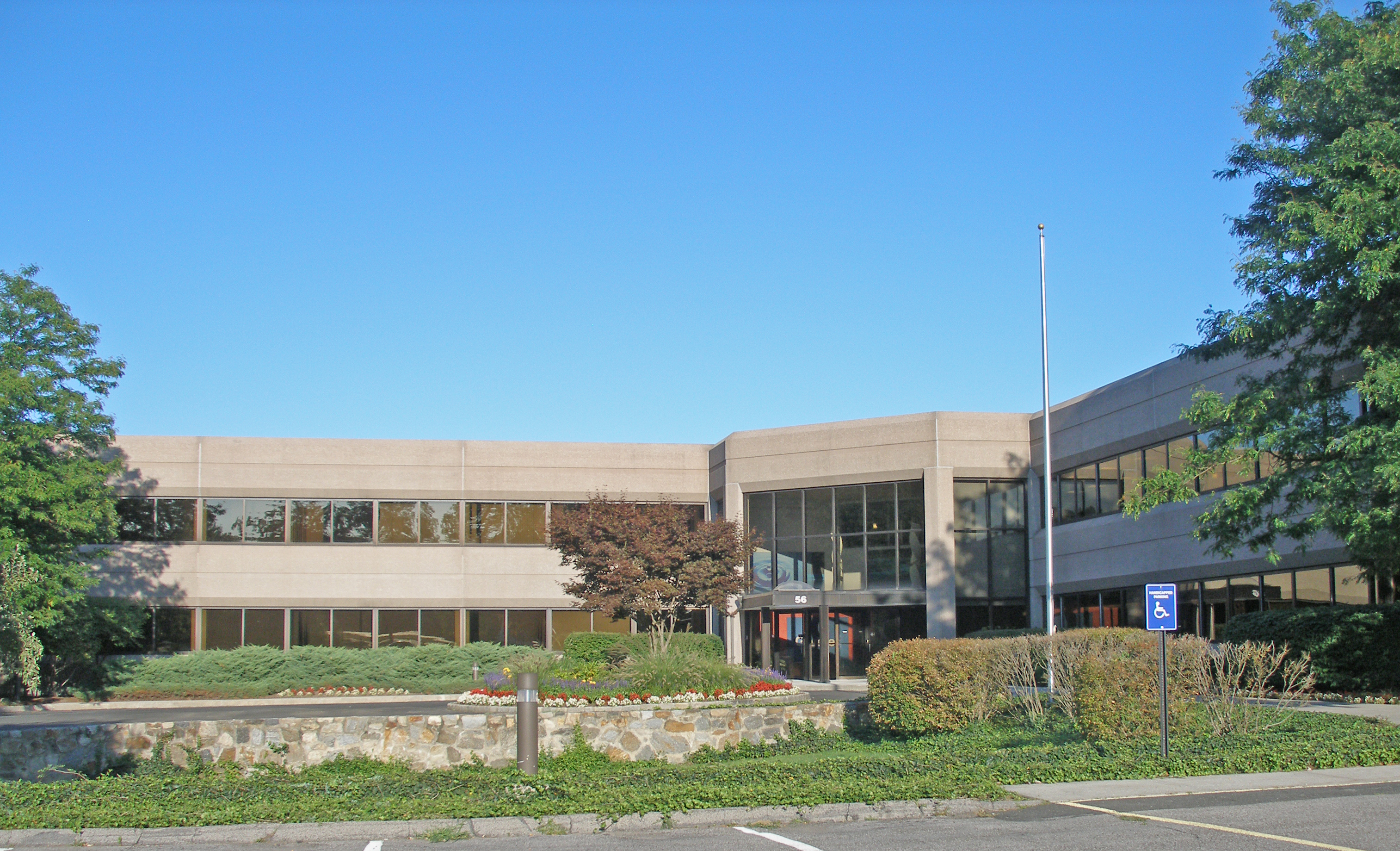
Hauptquartier in Stamford

Gartner wurde 1979 von Gideon Gartner gegründet – damals unter dem Namen Gartner Group. Das Unternehmen ging Mitte der 1980er Jahre erstmals an die US-Börse. 1988 wurde es vom britischen Werbedienstleister Saatchi & Saatchi für 90,3 Millionen US-Dollar aufgekauft. Schon 1990 wurde es an einige Mitglieder des damaligen Managements und mit der Hilfe von Bain Capital. und Dun & Bradstreet abermals verkauft. Das Unternehmen ging 1993 wieder an die US-Börse. Im Jahr 2000 wurde der Name der Firma in Gartner geändert 
Das Unternehmen setzt sich aus den vier Unternehmensteilen Gartner Research & Advisory, Gartner Executive Programs, Gartner Consulting und Gartner Events zusammen.
Seit der Gründung hat Gartner über 25 Unternehmen im Kerngeschäftsfeld Forschung und in angrenzenden Feldern übernommen. Die Firma beschäftigte im Jahr 2013 ca. 6.000 Angestellte, davon 650 Analysten und 550 Berater, und erzielte einen Jahresumsatz von 1,3 Mrd. US-Dollar. Laut eigenen Angaben arbeitet Gartner mit über 45.000 Kunden aus 10.000 Organisationen in 75 Ländern zusammen.
Im Juni 2016 bestätigt das Unternehmen die Übernahme des aus London stammenden Privatunternehmens SCM World.
Anfang 2017 übernahm Gartner das börsennotierte Unternehmen CEB, Inc. für 2,6 Milliarden US-Dollar und wenig später für eine unbekannte Summe den Wettbewerber L2 Inc.

## Produkte und Dienstleistungen
Das Unternehmen setzt zur Visualisierung der Ergebnisse der Marktanalysen sogenannte Hype-Zyklen und Magic Quadrants ein. Hype-Zyklen zeigen, welche Phasen der öffentlichen Aufmerksamkeit eine neue Technologie bei deren Einführung durchläuft. Magic Quadrants stellen dar, wie bestimmte Anbieter sich nach von Gartner definierten Kriterien innerhalb dieses Marktes positionieren. Die Positionierung erfolgt in einem der vier Quadranten: Anführer, Visionär, Herausforderer und Nischenakteur. Gartner untersucht dabei, typischerweise in jährlichen Abständen, die unterschiedlichsten IT-Märkte.